# Cosmos 76
Cosmos 76 (en cirílico, Космос 76) fue un satélite artificial militar soviético perteneciente a la clase de satélites DS (el segundo de tipo DS-P1-Yu) y lanzado el 23 de julio de 1965 mediante un cohete Kosmos-2I desde el cosmódromo de Kapustin Yar.

## Objetivos
Cosmos 76 fue parte de un sistema de satélites utilizados como objetivos de prueba para el sistema de radares antibalísticos soviéticos. Los satélites del tipo DS-P1-Yu fueron desarrollados por V. M. Kovtunenko en la OKB-586 y fueron utilizados hasta 1978, con un total de 78 lanzamientos.
El propósito declarado por la Unión Soviética ante la Organización de las Naciones Unidas en el momento del lanzamiento era realizar "investigaciones de la atmósfera superior y el espacio exterior".

## Características
El satélite tenía una masa de 325 kg. El satélite fue inyectado inicialmente en una órbita con un perigeo de 261 km y un apogeo de 531 km, con una inclinación orbital de 48,8 grados y un periodo de 92,2 minutos.
Cosmos 76 reentró en la atmósfera el 16 de marzo de 1966.